# Russell Mulcahy
Russell Mulcahy (nascido em 23 de junho de 1953 em Melbourne, Austrália) é um cineasta e produtor musical australiano. O trabalho de Mulcahy é reconhecível pelo uso de cortes rápidos, tracking shots e o uso de luzes brilhantes e iluminação neo-noir. Foi um dos mais proeminentes diretores de videoclipes da década de 1980 e também trabalhou na televisão desde o início dos anos 90.

## Careira
Sua carreira começaria como diretor de vídeos musicais. Mulcahy seria um das referencias do formato de clipes fazendo vídeos tão mítico como os de Elton John, Duran Duran, Bonnie Tyler e o vídeo Video Killed the Radio Star, de The Buggles, primeiro vídeo a ser transmitido pela MTV em 1981.
Embora tenha realizado alguns filmes anteriormente, a comédia Derek and Clive Get the Horn em 1979 e 
o filme de horror Razorback em 1984, o nome de Mulcahy se tornaria famoso com a realização de Highlander em 1986.
A partir daqui, Mulcahy embarcou em projetos interessantes que não eram tão bem sucedidos como Ricochet (1991) com Denzel Washington e John Lithgowou, a adaptação para o cinema do herói de quadrinhos The Shadow (1994). Ele até embarcou na infeliz sequência Highlander II: The Quickening (1991).
Nos últimos anos, Mulcahy dirigiu filmes de TV e episódios de programas de sucesso como Queer as Folk (2000), Mysterious Island (2005), The Curse of King Tut's Tomb (2006) com Casper Van Dien, o aclamado Prayers for Bobby (2009 ) com Sigourney Weaver e Teen Wolf (2011) com Tyler Posey.

## Highlander
Em 1986, Mulcahy tornou-se conhecido depois de dirigir o clássico cult Highlander, estrelado por Christopher Lambert e Sean Connery, com música do Queen. Mais tarde, ele dirigiu a sequencia, Highlander II: The Quickening, mas desertou depois que os produtores interferiram na produção. Segundo relatos, ele queria que seu crédito mudasse para Alan Smithee, mas como ele não era membro do Directors Guild of America ele não tinha como forçar os produtores a mudar o crédito. Ele finalmente aproveitou a oportunidade para restaurar sua visão para o filme, em grande medida, com o lançamento em vídeo de Highlander II: The Renegade Version.

## Vida pessoal
Russel Mulcahy cresceu em Mangerton na Nova Gales do Sul, Austrália. Ele estudou na Corrimal High School. Mulcahy vive com seu parceiro em Sydney.

## Videoclipes
- (I'm) Stranded de The Saints
- Video Killed the Radio Star e Living in the Plastic Age de The Buggles
- Planet Earth, My Own Way, Lonely in Your Nightmare, Hungry Like the Wolf, Save a Prayer, Rio, Night Boat, Is There Something I Should Know?, The Reflex, The Wild Boys dos primeiros quatro álbuns de Duran Duran
- Breaking Down Barriers, Carla/Etude/Fanfare, Elton's Song, Fascist Faces, The Fox, Heart in the Right Place, Heels of the Wind, Just Like Belgium, Nobody Wins, Chloe, I'm Still Standing, I Guess That's Why They Call It the Blues, Sad Songs (Say So Much), Act of War (com Millie Jackson), Wrap Her Up, I Don't Wanna Go on with You Like That, Town of Plenty, A Word in Spanish, The One, Simple Life de Elton John
- Bette Davis Eyes, Draw of the Cards, Say You Don't Know Me e Voyeur de Kim Carnes
- The Tubes Video de The Tubes' The Completion Backward Principle, indicado para o Grammy Award for Best Long Form Music Video
- True de Spandau Ballet
- Total Eclipse of the Heart de Bonnie Tyler
- Vienna, Passing Strangers, The Thin Wall e The Voice de Ultravox
- Allentown, She's Right on Time, Pressure e A Matter of Trust de Billy Joel
- A Kind of Magic e Princes of the Universe de Queen
- One Hit (To the Body) e Going to a Go-Go de The Rolling Stones
- Wonderful Christmastime de Paul McCartney
- Gypsy e Oh Diane de Fleetwood Mac
- The War Song de Culture Club
- Sex (I'm A...) de Berlin
- Icehouse, Street Cafe, Hey Little Girl, Taking the Town de Icehouse
- Turning Japanese de The Vapors
- Young Turks e Tonight I'm Yours de Rod Stewart
- Pour Some Sugar on Me de Def Leppard
- Meet Me Halfway de Kenny Loggins
- The Flame de Arcadia

Além de vídeos clipes para Boy George, Falco, Go West, Cliff Richard, Supertramp, The Motels, Talk Talk, The Stranglers, 10cc, The Human League, Classix Nouveaux, XTC e AC/DC

## Filmografia

### Filmes
Diretor
- Derek and Clive Get the Horn (1979)
- Razorback (1984)[8]: Exibido no brasil como Razorback - O Javali Assassino
- Highlander (1986)
- Highlander II: The Quickening (1991)
- Ricochet (1991)
- Blue Ice (1992)
- The Real McCoy (1993)
- The Shadow (1994)
- Silent Trigger (1996)
- Tale of the Mummy (1998)
- Resurrection (1999)
- On the Beach (2000)
- The Lost Battalion (2001)
- Swimming Upstream (2003)
- Mysterious Island (2005)
- The Curse of King Tut's Tomb (2006)
- Resident Evil: Extinction (2007)[9]
- While the Children Sleep (2007)
- The Scorpion King 2: Rise of a Warrior (2008)
- Prayers for Bobby (2009)
- Give 'em Hell, Malone (2009)
- In Like Flynn (2018)[10]

### Televisão
Diretor
- Tales from the Crypt (1991–1996)

Split Second, People Who Live in Brass Hearses, Let the Punishment Fit the Crime, Horror in the Night
- Perversions of Science (1997)

Planely Possible, People's Choice
- The Hunger (1997–2000)

Necros, The Secret Shih-Tan, I'm Dangerous Tonight, Nunc Dimittis, Wrath of God, The Sacred Fire
- Queer as Folk (2000)

Premiere, Queer, There and Everywhere, No Bris, No Shirt, No Service, Surprise Kill, The King of Babylon
- Jeremiah (2002)

The Long Road, Part One
- Young Lions (2002)

The Navy: Part 1, The Navy: Part 2
- First to Die (2003)
- Skin (2003–2004)

Pilot
- Teen Wolf (2011–2017)

Pilot, Second Chance at First Line, Pack Mentality, Co-Captain, Formality, Code Breaker, Omega, Shape Shifted, Frenemy, Restraint, Raving, Master Plan, Tattoo, Chaos Rising, Currents, Visionary, The Overlooked, Lunar Ellipse, Anchors, Illuminated, Letharia Vulpina, The Divine Move, The Dark Moon
- The Lizzie Borden Chronicles (2015)

Welcome To Maplecroft, Flowers